# Ogorelec
Ogorelec je priimek več znanih Slovencev:
- Anton Ogorelec (1865–1953), pletarski podejtnik, godbenik
- Anton Ogorelec (1924–2020), elektrotehnik, univ. profesor, strokovnjak za zaščito in avtomatizacijo elektroenergetskih sistemov
- Bojan Ogorelec (1945–2013), geolog
- Ivan Ogorelec (1919–1967??), rudarski strokovnjak
- Peter Ogorelec, maketar
- Vida Ogorelec (-Wagner) (*1961), arhitektka, oblikovalka, okoljevarstvenica